# سونی اریکسون زد۵۵۰
گوشی زد۵۵۰ یک نوع گوشی از گوشیهای سونی اریکسون می‌باشد.